# ダニエル・カリジューリ
ダニエル・カリジューリ（Daniel Caligiuri, 1988年1月15日 - ）は、西ドイツ・フィリンゲン＝シュヴェニンゲン出身のサッカー選手。イタリア系ドイツ人。ポジションはMF。
兄のマルコ・カリジューリもサッカー選手。

## 人物
西ドイツ（現ドイツ）生まれだが、イタリア系ドイツ人であり、代表はイタリア代表を選ぶ意向を示していた。
2015年5月、UEFA EURO 2016予選に臨むイタリア代表の特別合宿に招集されるも、6月6日に発表されたUEFA EURO 2016予選の代表メンバーには落選。結局イタリア代表に招集されることはなかった。

## 所属クラブ
- SCフライブルクII 2007-2011
- SCフライブルク 2009-2013
- VfLヴォルフスブルク 2013-2017.1
- シャルケ04 2017.1-2020
- FCアウクスブルク 2020-

## タイトル
VfLヴォルフスブルク
- DFBポカール 2014-15
- DFLスーパーカップ 2015